# Hoogeloon, Hapert en Casteren
Hoogeloon, Hapert en Casteren (ook: Hoogeloon cum annexis, kortweg Hoogeloon c.a.) is een voormalige Nederlandse gemeente in Noord-Brabant, die is ontstaan uit de vrije heerlijkheid met dezelfde naam. 
De gemeente telde in 1996 8281 inwoners en had een oppervlakte van 40,24 km².
In 1997 werd in het kader van de gemeentelijke herindeling van Noord-Brabant de gemeente opgeheven en ingedeeld in de nieuw gevormde gemeente Bladel.